# Janna Ruth
Janna Ruth (* 15. Januar 1986 in Berlin) ist eine deutsche Autorin, Übersetzerin und lebt in Wellington, Neuseeland.

## Leben und Werk
Janna Ruth studierte Geologische Wissenschaften an der Freien Universität Berlin (Abschluss 2008) und Geological Sciences an der University of Canterbury, Christchurch, New Zealand (Abschluss 2012).
Sie schreibt hauptsächlich im Bereich der Fantasy und Science Fiction. 2016 gewann sie den uebersinnlich Schreibwettbewerb des Ueberreuter Verlags. Ihr Debüt Tanz der Feuerblüten erschien dort 2017. Im selben Jahr erschien ihr Self-Publishing-Debüt Im Bann der zertanzten Schuhe, mit dem sie 2018 mit dem Seraph-Phantastikpreis in der Kategorie „Bester Independent-Titel“ ausgezeichnet wurde. Neben Romanen hat Janna Ruth zahlreiche Kurzgeschichten in deutscher und englischer Sprache in unterschiedlichen Anthologien veröffentlicht und mehrere Romane aus dem Englischen übersetzt. 2022 wurde ihr Roman Memories of Summer mit dem Skoutz-Award in der Kategorie „Science Fiction“ ausgezeichnet.
Janna Ruth ist Gründungsmitglied des Autorenkollektivs Märchenspinnerei und im Komitee der Wellington-Branch der New Zealand Society of Authors.

## Veröffentlichte Werke (Auszug)

### Romane & Erzählungen
- Tanz der Feuerblüten. Ueberreuter Verlag GmbH, 2017, ISBN 978-3-7641-9188-7
- Im Bann der zertanzten Schuhe. Eigenverlag, 2017, ISBN 978-3-96111-467-2
- Es war einmal ... ganz anders (Herausgeberin). Machandelverlag, 2017, ISBN 978-3-95959-075-4
- Der Herr der Wilden Jagd. Eigenverlag, 2020, ISBN 978-3-7394-8139-5
- Die Wylde Jagd. Machandelverlag, 2020, ISBN 978-3-95959-168-3
- Witching with Dolphins. Eigenverlag, 2020, ISBN 978-0-473-53973-3
- Time to Remember. Eigenverlag, 2021, ISBN 978-0-473-54489-8
- Memories of Summer. Moon Notes, 2021, ISBN 978-3-96976-009-3
- Blumenthal – Die Versunkene Stadt. Eigenverlag, 2022, ISBN 979-8-78759-408-9
- Melody of a Curse. Eigenverlag, 2022, ISBN 978-0-473-63891-7

### Ashuan-Serie
- Schattenspiele (Ashuan 1.1). E-Book-Reihe, 2018, ISBN 978-3-7394-2989-2
- Wolfsblut (Ashuan 1.2). E-Book-Reihe, 2018, ISBN 978-3-7394-3339-4
- Die Verwandlung (Ashuan 1.3). E-Book-Reihe, 2018, ISBN 978-3-7394-3846-7
- Frohes Neues Jahr (Ashuan 1.4). E-Book-Reihe, 2019, ISBN 978-3-7394-3946-4
- Die Worte der Magie (Ashuan Sammelband 1). Eigenverlag, 2019, ISBN 978-3-96443-453-1
- Hexenwahn (Ashuan 1.5). E-Book-Reihe, 2019, ISBN 978-3-7394-4258-7
- Habgier (Ashuan 1.6). E-Book-Reihe, 2019, ISBN 978-3-7394-5062-9
- Die Zeichen der Macht (Ashuan Staffel 1). Eigenverlag, 2019, ISBN 978-3-7394-6206-6
- Jagdsaison (Ashuan 2.1). E-Book-Reihe, 2019, ISBN 978-3-7394-6523-4
- Stürmische Zeiten (Ashuan 2.2). E-Book-Reihe, 2019, ISBN 978-3-7394-7738-1
- Die Bahnen der Magie (Ashuan Sammelband 2). Eigenverlag, 2019, ISBN 978-3-96443-808-9
- Die Quelle der Magie (Ashuan Sammelband 2). Eigenverlag, 2020, ISBN 978-3-96698-237-5
- Willkommen in der Hölle! (Ashuan 2.3). E-Book-Reihe, 2020, ISBN 978-3-7394-9116-5
- Spinnengift und Spinnenbrut (Ashuan 2.4). E-Book-Reihe, 2020 ISBN 978-3-7521-0078-5
- Wollust (Ashuan 2.5). E-Book-Reihe, 2020, ISBN 978-3-7521-1427-0
- Im Wandel der Zeiten (Ashuan 2.6). E-Book-Reihe, 2021, ISBN 978-3-7521-3139-0
- Die Zitadelle der Zauberer (Ashuan 3.1). E-Book-Reihe, 2022
- A Drop of Magic (Ashuan Greed 1). Eigenverlag, 2022, ISBN 978-0-473-63649-4
- A River of Magic (Ashuan Greed 2). Eigenverlag, 2022, ISBN 978-1-9911729-1-4

### Spirit Seeker-Serie
- A Force of Nature (Spirit Seeker 1). Eigenverlag, 2021, ISBN 978-0-473-57795-7
- Natural Enemies (Spirit Seeker 2). Eigenverlag, 2021, ISBN 978-0-473-58854-0
- Back to Nature (Spirit Seeker 3). Eigenverlag, 2021, ISBN 978-0-473-59760-3
- Against Human Nature (Spirit Seeker 4). Eigenverlag, 2021, ISBN 978-0-473-60399-1
- Natural Disaster (Spirit Seeker 5). Eigenverlag, 2022, ISBN 978-0-473-60403-5
- Natural Selection (Spirit Seeker Prequel). Eigenverlag, 2022

## Preise und Nominierungen
- 2016: Gewinnerin des uebersinnlich Schreibwettbewerbs des Ueberreuter Verlags.
- 2018: Shortlist-Nominierung Deutscher Phantastik Preis für Es war einmal ... ganz anders.[8]
- 2018: Bester Independent-Titel beim Phantastik-Literaturpreis Seraph für Im Bann der zertanzten Schuhe.
- 2019: Shortlist-Nominierung Deutscher Phantastik Preis für die Kurzgeschichte Unter der Erde.[9]
- 2020: Midlist Fantasy Nominierung Skoutz-Award für Habgier (Ashuan 1.6).[10]
- 2022: Longlist Bester Roman Phantastik-Literaturpreis Seraph für Memories of Summer.[11]
- 2022: Longlist Bestes Science Fiction Buch Kurd-Laßwitz Preis für Memories of Summer.[12]
- 2022: 2. Platz Deutscher Science Fiction Preis für Memories of Summer.[13]
- 2022: Finalist Best Novel Sir Julius Vogel Award for A Force of Nature.[14]
- 2022: Gewinnerin des Science Fiction Skoutz-Award für Memories of Summer.